# Maria Calasanz Ziescheová
Maria Calasanz Ziesche(ová) SND, (1923–2001) byla sestra Kongregace sester Notre Dame de Namur. Autorka životopisných románů, věnovaných zejména postavám z historie (např. série z historie osobností kláštera Reichenau, Heřmana z Reichenau a Regina z Prümu).

## Dílo v českých překladech
- Seznam děl v Souborném katalogu ČR, jejichž autorem nebo tématem je Maria Calasanz Ziescheová
- Maria Calasanz Ziesche, Poutník, Praha : Portál, 1995 (přeložila Alžběta Sirovátková) ISBN 80-7178-082-0
- Maria Calasanz Ziesche, Prázdné ruce, Praha : Portál, 1996 (přeložila Alžběta Sirovátková) ISBN 80-7178-118-5
- Maria Calasanz Ziesche, A vody plynou : vyprávění o opatu Reginovi z Prümu (840-915), Kostelní Vydří : Karmelitánské nakladatelství, 1999 (přeložila Alžběta Sirovátková) ISBN 80-7192-411-3
- Maria Calasanz Ziesche, Dokonalá svoboda, Praha : Portál, 2000 (přeložily sestry Neposkvrněného početí Panny Marie) ISBN 80-7178-491-5
- Maria Calasanz Ziesche, Návrat : (z válečného zajetí zpět do kněžské služby), Kostelní Vydří : Karmelitánské nakladatelství, 2000 (přeložila Eva Lajkepová) ISBN 80-7192-534-9
- Maria Calasanz Ziesche, Nový začátek : pokračování románu "Návrat", Kostelní Vydří : Karmelitánské nakladatelství, 2001 (přeložila Blanka Pscheidtová) ISBN 80-7192-594-2
- Maria Calasanz Ziesche, Odkaz : po stopách bratra Heřmana : historický román, Kostelní Vydří : Karmelitánské nakladatelství, 2001 (přeložila Jindra Hubková) ISBN 80-7192-587-X
- Maria Calasanz Ziesche, Velká odvaha : vyprávění o životě svaté Julie Billiartové, zakladatelky školského řeholního institutu Sester naší Paní, Kostelní Vydří : Karmelitánské nakladatelství, 2002 (přeložila Blanka Pscheidtová) ISBN 80-7192-662-0
- Maria Calasanz Ziesche, Ve službě Bohu a lidem : život blahoslavené Marie Terezie Schererové, Kostelní Vydří : Karmelitánské nakladatelství, 2003 (přeložila Eva Lajkepová) ISBN 80-7192-798-8
- Maria Calasanz Ziesche, Přišel z hor, Kostelní Vydří : Karmelitánské nakladatelství, 2004 (přeložila Eva Lajkepová) ISBN 80-7192-782-1